# Trofeo Rally Asfalto 2011
Il Trofeo Rally Asfalto (T.R.A.) nel 2011 comprende 7 gare che si snodano per tutta l'Italia, isole comprese.

## Descrizione
Le vetture di punta usate in questo campionato sono le WRC e le S2000. Tra le WRC vi sono le Peugeot 206 WRC e Peugeot 307 WRC, le Citroën Xsara WRC e Citroën C4 WRC, la Ford Focus RS WRC e le Subaru Impreza WRC e la Toyota Corolla WRC.
Le Super2000, sono dotate di trazione integrale con motori aspirati a 2000 cm³ (Peugeot 207, Grande Punto Abarth, Škoda Fabia S2000, la Ford Fiesta S2000 e la Proton Satria S2000; tra le N4 (Gruppo N) si citano le Mitsubishi Lancer Evolution EVO 9-10 e le Subaru Impreza. In grande crescita anche il gruppo R, con la presenza della Renault Clio R3C,  della Peugeot 207 R3, della Citroën C2 R2B dell'Abarth 500 R3T oltre che le ultime arrivate, la Ford Fiesta R2, la Renault Twingo R2B, la Skoda Fabia R2 e infine la Renault Twingo R1B.

## Calendario
La stagione 2011 include 5 prove + 2 finali, il calendario e diviso in 2 gironi da 3 gare ciascuno. Le due fasi finali si disputeranno nel Rally di Sanremo e al Rally di Como
| Tappa | Data            | Rally                        | Sede Rally                | Girone | Vincitore      |
| ----- | --------------- | ---------------------------- | ------------------------- | ------ | -------------- |
| 01    | 28-30 aprile    | 41° Rally Valle d'Aosta      | Saint Vincent             | A      | Luca Pedersoli |
| 02    | 28-29 maggio    | 27° Rally della Marca        | Treviso                   | B      | Felice Re      |
| 03    | 11-12 giugno    | 27° Rally della Lanterna     | Genova                    | A      | Felice Re      |
| 04    | 24-26 giugno    | 34° Rally Appennino Reggiano | Reggio Emilia - Carpineti | B      | Rudy Michelini |
| 05    | 26-28 agosto    | 26° Rally di Proserpina      | Pergusa                   | A-B    | Luca Pedersoli |
| 06    | 24-25 settembre | 53° Rally di Sanremo         | Sanremo                   | Finale | Luca Pedersoli |
| 07    | 22-23 ottobre   | Trofeo ACI Como Supernalotto | Como                      | Finale | Mirco Virag    |

| Team                      | Costruttore | Auto                       | Pilota                | Co-pilota                        | Gomme | Gare    |
| ------------------------- | ----------- | -------------------------- | --------------------- | -------------------------------- | ----- | ------- |
| Magneti Marelli Checkstar | Citroën     | Citroën C4 WRC             | Luca Pedersoli        | Matteo Romano                    | M     | 1-3,5   |
| Etruria Motorsport        | Citroën     | Citroën C4 WRC             | Felice Re             | Mara Bariani                     | M     | 1-3,5   |
| Movisport SRL             | Citroën     | Citroën C4 WRC             | Rudy Michelini        | Michele Perna                    | P     | 2       |
| Bluthender Racing         | Ford        | Ford Focus WRC             | Paolo Porro           | Paolo Carneglutti                | P     | 1-2     |
| Movisport SRL             | Ford        | Ford Focus WRC             | Rudy Michelini        | Michele Perna                    | TBA   | 2,5     |
| Fabio Mezzatesta          | Ford        | Ford Focus WRC             | Fabio Mezzatesta      | Cristina Castorina               | P     | 1       |
| Giesse Promotiom          | Citroën     | Citroën Xsara WRC          | Marco Silva           | Giovanni Pina                    | BF    | 1-3     |
| Valle d'Aosta RT          | Citroën     | Citroën Xsara WRC          | Michele Cinotto       | Daniele Michi                    | P     | 1       |
| New Media Event           | Subaru      | Subaru Impreza N15 WRC     | Tobia Cavallini       | Sauro Farnocchia                 | BF    | 2       |
| Lucio Petrocco            | Subaru      | Subaru Impreza WRC         | Lucio Petrocco        | Luciano Dalbard Lucio Baggio     | P     | 1-2 3-4 |
| New Media Event           | Subaru      | Subaru Impreza WRC         | Tobia Cavallini       | Sauro Farnocchia                 | P     | 4-5     |
| Motor Group               | Peugeot     | Peugeot 206 WRC            | Alessandro Bruschetta | Justin Bardini                   | P     | 2       |
| Bluthunder Racing         | Peugeot     | Peugeot 206 WRC            | Luigi Fontana         | Stefano Mantica Roberto Mometti  | P     | 2 4,5   |
| Bluthunder Racing         | Mini        | Mini John Cooper Works WRC | Corrado Fontana       | Daniele De Luis Nicola Arena     | P     | 2 4,5   |
| SGB Rally                 | Peugeot     | Peugeot 207 S2000          | Alfonso Di Benedetto  | Alessandro Michelet              | P     | 1-3,5   |
| Lanterna Corse            | Peugeot     | Peugeot 207 S2000          | Marco Depau           | Corrado Bonato                   | P     | 1,3     |
| Motori & Motori           | Peugeot     | Peugeot 207 S2000          | Mauro Durante         | Alessandro Ciufoli               | P     | 1       |
| Motor Group               | Peugeot     | Peugeot 207 S2000          | Giuseppe Patti        | Domenico Salvo                   | P     | 2-4     |
| Twister Corse             | Peugeot     | Peugeot 207 S2000          | Roberto Vellani       | Luca Amadori                     | P     | 2,4-5   |
| Movisport                 | Mitsubishi  | Mitsubishi Lancer EVO IX   | Marco Belli           | Davide Castiglioni               | TBA   | 1-3,4   |
| Gruppo Happyracer         | Mitsubishi  | Mitsubishi Lancer EVO IX   | Roberto Barchi        | Isabella Gualtieri               | P     | 1-3,5   |
| Vomero Racing             | Mitsubishi  | Mitsubishi Lancer EVO X    | Francesco Laganà      | Maurizio Messina                 | BF    | 1-3     |
| Meteco Corse              | Subaru      | Subaru Impreza N15         | Enrico Riccardi       | Alberto Contini Fabrizio Baldini | BF    | 1-3 4   |

- Partecipanti non iscritti come costruttori

| Team             | Costruttore | Auto              | Pilota             | Co-pilota      | Gomme | Gare |
| ---------------- | ----------- | ----------------- | ------------------ | -------------- | ----- | ---- |
| Valle d'Aosta RT | Citroën     | Citroën Xsara WRC | Fabrizio Denchasaz | Michel Ussin   | P     | 1    |
| Motor Group      | Ford        | Ford Fiesta S2000 | Uwe Nittel         | Detlef Ruf     | P     | 2    |
| Lanterna Corse   | Citroën     | Citroën C4 WRC    | Maurizio Ferrecchi | Fulvio Florean | P     | 1    |

### Campionato piloti assoluta
Gli iscritti dovranno partecipare a tutti rallies di un girone e delle due finali. La mancata partecipazione ad una gara comporterà la perdita del diritto di acquisire punteggi nelle gare successive di ognuno dei gironi ed il conduttore verrà escluso dalla possibilità di accedere ai Rallies finali. I punteggi assegnati nelle gare precedenti rimarranno invariati.
Potranno usufruire solo di due risultati per girone, nei quali verrà assegnato il punteggio per la classifica assoluta e per ogni Coppa CSAI prevista in base alla seguente scaletta: 10,8,6,5,4,3,2,1.
Potranno accedere ai rallies finali tutti i conduttori che abbiano acquisito dei punteggi ed abbiano partecipato alle tre gare di un girone Nei due rallies di finale verrà prevista la seguente scaletta di punteggi: 25,18,15,12,10,8,6,4,2,1.
La classifica finale assoluta e per ogni Coppa CSAI prevista, sarà stabilita, per ciascun conduttore qualificato a partecipare, sommando tutti i risultati conseguiti nelle due gare finali, ai quali verranno aggiunti quelli conseguiti nel rispettivo girone.

#### Girone A
| \| Pos \| Pilota \| AOS \| LAN \| PRO \| Pts \| \| --- \| -------------------- \| --- \| --- \| --- \| ----- \| \| 1 \| Luca Pedersoli \| 10 \| 8 \| 10 \| 28/20 \| \| 2 \| Felice Re \| 8 \| 10 \| RIT \| 18 \| \| 3 \| Alfonso Di Benedetto \| 3 \| 6 \| RIT \| 9 \| \| 4 \| Stefano Sinibaldi \| \| \| 8 \| 8 \| \| 5 \| Roberto Barchi \| \| \| 6 \| 6 \| \| 6 \| Gianfranco Vedelago \| 2 \| 4 \| RIT \| 5 \| \| 7 \| Fulvio Morra \| \| 3 \| RIT \| 3 \| \| Pos \| Pilota \| AOS \| LAN \| PRO \| Pts \| |                      |     |     |     |       |
| Pos | Pilota               | AOS | LAN | PRO | Pts   |
| 1 | Luca Pedersoli       | 10  | 8   | 10  | 28/20 |
| 2 | Felice Re            | 8   | 10  | RIT | 18    |
| 3 | Alfonso Di Benedetto | 3   | 6   | RIT | 9     |
| 4 | Stefano Sinibaldi    |     |     | 8   | 8     |
| 5 | Roberto Barchi       |     |     | 6   | 6     |
| 6 | Gianfranco Vedelago  | 2   | 4   | RIT | 5     |
| 7 | Fulvio Morra         |     | 3   | RIT | 3     |
| Pos | Pilota               | AOS | LAN | PRO | Pts   |

#### Girone B
| \| Pos \| Pilota \| MTR \| APR \| PRO \| Pts \| \| --- \| --------------- \| --- \| --- \| --- \| ----- \| \| 1 \| Tobia Cavallini \| 5 \| 6 \| 10 \| 21/16 \| \| 2 \| Rudy Michelini \| 6 \| 10 \| RIT \| 16 \| \| 3 \| Corrado Fontana \| 2 \| 8 \| 8 \| 18/16 \| \| 4 \| Roberto Vellani \| \| 5 \| 6 \| 11 \| \| 5 \| Marco Belli \| RIT \| 2 \| 5 \| 7 \| \| 6 \| Efrem Bianco \| 1 \| 4 \| RIT \| 5 \| \| 7 \| Luigi Fontana \| RIT \| 3 \| RIT \| 2 \| \| Pos \| Pilota \| MTR \| APR \| PRO \| Pts \| |                 |     |     |     |       |
| Pos | Pilota          | MTR | APR | PRO | Pts   |
| 1 | Tobia Cavallini | 5   | 6   | 10  | 21/16 |
| 2 | Rudy Michelini  | 6   | 10  | RIT | 16    |
| 3 | Corrado Fontana | 2   | 8   | 8   | 18/16 |
| 4 | Roberto Vellani |     | 5   | 6   | 11    |
| 5 | Marco Belli     | RIT | 2   | 5   | 7     |
| 6 | Efrem Bianco    | 1   | 4   | RIT | 5     |
| 7 | Luigi Fontana   | RIT | 3   | RIT | 2     |
| Pos | Pilota          | MTR | APR | PRO | Pts   |